# ブロークン・アロー
『ブロークン・アロー』（Broken Arrow）は、1996年に公開されたクリスチャン・スレーター、ジョン・トラボルタ主演のアメリカ映画。日本公開時のキャッチコピーは「緊急指令、ステルス発進」。

## ストーリー
アメリカ空軍のパイロットであるヘイル大尉（クリスチャン・スレーター）とディーキンス少佐（ジョン・トラボルタ）は、核弾頭を搭載したステルス爆撃機に搭乗し低空飛行による国境突破の模擬演習を行っていた。しかしディーキンスは核弾頭の強奪を企んでおりヘイルを殺害しようとする。気づいたヘイルと格闘の末、彼を強制的に緊急脱出させる。ディーキンスは核弾頭を投下し、自らも脱出する。墜落現場に救助隊が派遣されるが、爆撃機の残骸に核弾頭がないことがわかり第四級の緊急事態「ブロークン・アロー」となった。
砂漠に落下したヘイルは、たまたま墜落を目撃した公園女性監視員のテリー（サマンサ・マシス）と行動を共にし、ディーキンスは仲間たちと合流し核弾頭を見つける。ヘイルらは核弾頭を運ぶディーキンスらを急襲、奪還に成功し核弾頭を旧銅鉱山へ運ぶ。ヘイルはわざと暗証コードを間違えて回路をショートさせようとするが、ディーキンスによってプログラムし直されていた核弾頭の起爆タイマーは作動してしまう。鉱山地下での銃撃戦の末、ヘイルらは出口を塞がれてしまうが、川を見つけ辛くも脱出する。核弾頭が爆発するも、鉱山の銅が溶け巨大な溶鉱炉と化し、放射能汚染は防がれる。ディーキンスは川で逃げると察知したヘイルらは彼らのボートを見つけるが、そこへディーキンスらが現れ、テリーはとっさにボートの中に隠れてしまい彼らとともに行ってしまう。ディーキンスは検問を避けるため核弾頭を鉄道で運び、また彼の落としたソルトレークの病院の名札は彼のボクシングでの得意技「rope-a-dope（引っかけ）」と読み、ヘイルはウィルキンス大佐らとデンバー行きの列車を追う。テリーは核弾頭のタイマーを解除しようとするがディーキンスに見つかってしまう。そこにヘイルが現れテリーを助け出し、ディーキンスらの逃げ足となるヘリを破壊する。逃げ場がなくなり、ヘイルらもろとも核弾頭を爆発させようとするディーキンスとの格闘の末、ヘイルはタイマーを解除するとともに列車を飛び降り、ディーキンスは列車が衝突した反動で吹き飛んでくる核弾頭を不敵な笑みで迎え、爆死する。爆破された列車の残骸が散らばる中に、彼らがいつも賭けていた20ドル札が落ちていた。

## 登場人物
ヴィック・ディーキンス（ディーク）
演 - ジョン・トラボルタ
アメリカ空軍の少佐。ボクシングが得意でプロ級。肉体能力の優秀さに胡坐をかかない精神論も持つ。
ライリー・ヘイル
演 - クリスチャン・スレーター
アメリカ空軍の大尉。射撃能力に長ける。奇策を用いて相手を出し抜くなど頭が切れる一方で相手のフラグに一瞬戸惑うなどの詰めの甘さもある。
テリー・カーマイケル
演 - サマンサ・マシス
公園女性監視員。ヘイルと出会い、行動を共にする。
マックス・ウィルキンス
演 - デルロイ・リンドー
大佐。終盤にヘイルたちを助ける。
プリチェット
演 - ボブ・ガントン
ディーキンスの仲間だがディーキンスたちの飄々としたやり方についていけてない。
ケリー
演 - ハウィー・ロング
ディーキンスの仲間。
ノヴァチェック
演 - ケイシー・ビッグス
ディーキンスの仲間。
パークレンジャーのベイカー
演 - ジェームズ・マクドナルド
キャンプしていたワンダとジムを射殺する。
サム・ローズ
演 - ヴォンディ・カーティス＝ホール
捜索班の隊長。
ベアード
演 - カートウッド・スミス
国防長官。
ブーン
演 - カーメン・アルジェンツィアノ
将軍。ヘイルとディーキンスに任務の依頼をする。

## 出演者
| 役名                                   | 俳優                           | 日本語吹替                          | 日本語吹替                                          | 日本語吹替                                                                                                |
| 役名                                   | 俳優                           | ソフト版                            | 日本テレビ版                                        | テレビ朝日版                                                                                              |
| -------------------------------------- | ------------------------------ | ----------------------------------- | --------------------------------------------------- | --- |
| ヴィック・ディーキンス（ディーク）少佐 | ジョン・トラボルタ             | 鈴置洋孝                            | 山路和弘                                            | 家中宏 |
| ライリー・ヘイル大尉                   | クリスチャン・スレーター       | 松本保典                            | 宮川一朗太                                          | 猪野学 |
| テリー・カーマイケル                   | サマンサ・マシス               | 田中敦子                            | 石塚理恵                                            | 玉川紗己子                                                                                                |
| マックス・ウィルキンス大佐             | デルロイ・リンドー             | 岡部政明                            | 銀河万丈                                            | 佐々木梅治                                                                                                |
| プリチェット                           | ボブ・ガントン                 | 阪脩                                | 池田勝                                              | 千田光男                                                                                                  |
| ジャイルズ・プレンティス               | フランク・ホエーリー           | 津久井教生                          | 後藤敦                                              | 佐久田修                                                                                                  |
| ケリー                                 | ハウィー・ロング               | 古澤徹                              | 乃村健次                                            | 斎藤志郎                                                                                                  |
| サム・ローズ隊長                       | ヴォンディ・カーティス＝ホール | 広瀬正志                            | 諸角憲一                                            | 小室正幸                                                                                                  |
| 参謀本部議長                           | ジャック・トンプソン           | 梅津秀行                            | 手塚秀彰                                            | 大木民夫                                                                                                  |
| ジョンソン                             | ヴィトー・ルギニス             | 石井康嗣                            | 入江崇史                                            | 大黒和広                                                                                                  |
| ベアード国防長官                       | カートウッド・スミス           | 秋元羊介                            | 小林修                                              | 円谷文彦                                                                                                  |
| ブーン将軍                             | カーメン・アルジェンツィアノ   | 伊藤和晃                            | 御友公喜                                            | 岩田安生                                                                                                  |
| マックス                               | ショーン・トーブ               | 伊藤和晃                            | 金尾哲夫                                            | |
| クリーリー空軍司令官                   | ダニエル・フォン・バーゲン     | 嶋俊介                              | 江角英明                                            | 小島敏彦                                                                                                  |
| シェパード                             | ジェフリー・J・スティーブン    | 伊藤栄次                            | 田中正彦                                            | |
| ノヴァチェック                         | ケイシー・ビッグス             |                                     | 松本大                                              | |
| パークレンジャーのベイカー             | ジェームズ・マクドナルド       |                                     | 手塚秀彰                                            | 小川隆市                                                                                                  |
| フレイクス                             | ジョーイ・ボックス             |                                     |                                                     | |
| トーマス中尉                           | オーサーン・エラム             |                                     |                                                     | |
| その他                                 | N/A                            | 中澤やよい 真殿光昭 星野充昭        | 伊藤栄次 中田雅之 宗矢樹頼 山崎優 彩木香里 幸田夏穂 | 小室正幸 岩田安生 大黒和広 安東桂吾 滝知史 内田岳志 横尾博之 水野光太 田島俊弥 隈本吉成 樽田恵利 荒井静香 |
| 日本語版制作スタッフ                   |                                |                                     |                                                     | |
| 演出                                   | 演出                           | 中野洋志                            | 福永莞爾                                            | 松川陸 |
| 翻訳                                   | 翻訳                           | 戸田奈津子（字幕） 税田春介（吹替） | 平田勝茂                                            | 日笠千晶                                                                                                  |
| 調整                                   | 調整                           | 蝦名恭範                            | 長井利親                                            | 山田太平                                                                                                  |
| 効果                                   | 効果                           |                                     | リレーション                                        | リレーション                                                                                              |
| 録音                                   | 録音                           |                                     | ムービーテレビジョン                                | |
| 編集協力                               | 編集協力                       |                                     |                                                     | IMAGICA 宮本陽介                                                                                          |
| 制作協力                               | 制作協力                       |                                     |                                                     | ViViA 清宮正希                                                                                            |
| 制作担当                               | 制作担当                       |                                     | 小川眞紀子                                          | |
| プロデューサー                         | プロデューサー                 |                                     | 大塚恭司                                            | 梶淳 |
| プロデューサー補                       | プロデューサー補               |                                     | 小林三紀子                                          | |
| 制作                                   | 制作                           | ACクリエイト                        | ムービーテレビジョン                                | ブロードメディア・スタジオ                                                                                |
| 初回放送                               | 初回放送                       |                                     | 1999年1月29日 『金曜ロードショー』                  | 2002年8月18日 『日曜洋画劇場』                                                                            |

## スタッフ
- 監督：ジョン・ウー
- 製作：マーク・ゴードン、ビル・バダラート、テレンス・チャン
- 製作総指揮：クリストファー・ゴドシック、ドワイト・H・リトル
- 脚本：グレアム・ヨスト
- 撮影：ピーター・レヴィ
- 編集：ジョン・ライト、スティーブ・マーコビッチ、ジョー・ハットシング
- SFXスーパーバイザー：ジョン・リチャードソン
- VFXスーパーバイザー：ドン・ベイカー
- プロダクション・デザイナー：ホルガー・グロス
- 音楽：ハンス・ジマー